# Ingelmarius
Ingelmarius (Angelmar) a fost un cavaler normand din sudul Italiei, de origini mai degrabă obscure. El a servit sub Roger I Bosso, devenit conte de Sicilia. Ca recompensă pentru bunele sale servicii, lui Ingelmarius i s-a oferit mâna văduvei nepotului de frate al lui Roger, Sarlo al II-lea de Hauteville, anume Altruda de Boiano. Pe lângă că astfel i se acorda lui Ingelmarius controlul asupra unor destul de largi teritorii cucerite și drepturi avute cândva de primul soț al Altrudei (inclusiv orașul Geraci), căsătoria a mai însemnat și promovarea lui Ingelmarius pe scara socială.
Din păcate, loialitatea lui Ingelmarius față de Roger s-a risipit pe măsură ce poziția sa creștea. La puțină vreme după căsătoria cu Altruda, Ingelmarius a început construirea unui sistem de fortificații la Geraci de unde să poată rezista lui Roger, în paralel el reușind să convingă pe cetățenii a diverse orașe să îi acorde sprijinul. Mâniat de aceste provocări, Roger i-a cerut lui Ingelmarius ca imediat să renunțe la fortificații, lucru pe care Ingelmarius l-a refuzat.
Ca răspuns, Roger a adunat imediat o armată și a pornit în marș către Geraci pentru a-l asedia. Până la urmă, de teamă pentru soarta sa în cazul în care ar fi fost capturat, alături de unii cetățeni din Geraci care îi urmau politica, Ingelmarius a abandonat Geraci, părăsind-o totodată și pe Altruda. Roger i-a restituit imediat Altrudei tot ceea ce ea posedase înainte de căsătorie și, printr-un acord pașnic cu conducătorii din Geraci, orașul a revenit în cadrul domeniilor lui Roger.
Nimic altceva nu se mai știe despre Ingelmarius cu excepția datelor de mai sus, consemnate în cronica lui Goffredo Malaterra. Se poate presupune că ar fi acționat în continuare ca simplu mercenar pentru diferiți stăpâni.